# Ernst Alexanderson
Ernst Frederick Werner Alexanderson (25 de enero de 1878, Upsala, Suecia - 14 de mayo de 1975, Schenectady, Nueva York, Estados Unidos) fue un ingeniero eléctrico y pionero de la televisión, de nacionalidad estadounidense pero de origen sueco.
Emigró a los Estados Unidos en 1901 y dedicó la mayoría de las siguientes cinco décadas en su puesto de trabajo en General Electric; desde 1952 trabajó para la Radio Corporation of America. Creó un alternador de alta frecuencia que fue capaz de producir ondas radiofónicas continuas, revolucionando de esta manera, la radiocomunicación.
Su alternador perfeccionado en 1906, mejoró enormemente la comunicación transoceánica y estableció sólidamente el uso de aparatos inalámbricos en el transporte marítimo y la guerra. También desarrolló un complejo sistema de control en 1916, usado para automatizar los procesos de manufactura más detallados y operar los cañones antiaéreos.
Se le concedió la patente número 321 en 1955 por el receptor de la televisión a color que diseñó para RCA.